# Alex Kane (luchador)
Alex Kane (Villa Rica, Georgia; 21 de octubre de 1993) es luchador profesional estadounidense que trabaja para Major League Wrestling, En donde ha sido Campeón Mundial Peso Pesado de la MLW y también ha sido Campeón Nacional Peso Abierto de la MLW.

## Carrera

### Major League Wrestling (2021–presente)
El 27 de mayo de 2021, se anunció que Kane firmó contrato con MLW. Debutó en el evento Battle Riot III derrotando a Budd Heavy en el primer combate de la noche e ingresando en el Battle Riot match. En War Chamber, Kane ganó el vacante Campeonato Nacional Peso Abierto de la MLW en un five way ladder match. Exitosamente defendió el título ante Aero Star el 13 de enero y el 21 de enero de 2022, respectivamente en los eventos AZTECA y Fusion. El 26 de febrero en el episodio especial de Fusion: Super Fight retuvo el campeonato ante Calvin Tankman y ACH. El 23 de junio de 2022, Alex Kane perdió el Campeonato Nacional Peso Abierto de la MLW ante Davey Richards en Battle Riot IV.
El 8 de julio de 2023 en el evento Never Say Never, Kane derrotó a Alexander Hammerstone ganando el Campeonato Mundial Peso Pesado de la MLW. El 3 de septiembre en Fury Road, Kane retuvo el Campeonato Mundial Peso Pesado ante Willie Mack. El 14 de octubre en Slaughterhouse, Kane derrotó a Tom Lawlor reteniendo nuevamente el título. El 18 de noviembre en Fightland, Kane retuvo el campeonato ante Jacob Fatu. El 7 de diciembre en One Shot, Kane derrotó a Matt Cardona reteniendo el Campeonato Mundial Peso Pesado. Luego del combate, Kane fue atacado por Richard Holliday quien hacía su regreso, quien fijó toda su atención al Campeonato Mundial.
El 6 de enero de 2024 en Kings of Colosseum, Kane derrotó a Holliday reteniendo el Campeonato Mundial Peso Pesado de la MLW. El 3 de febrero en SuperFight, Kane perdió el Campeonato Mundial ante Satoshi Kojima. El 29 de febrero en Intimidation Games, Kane derrotó a Bobby Fish luego de que el árbitro detuviera el combate al ver que Fish se desmayara por un estrangulamiento realizado durante el combate.

## Vida personal
Kane se convirtió en el primer luchador Campeón Mundial de una gran promoción de lucha libre siendo abiertamente declarado Bisexual al conseguir el Campeonato Mundial Peso Pesado de la MLW el 8 de julio de 2023.

## Campeonatos y logros
- Major League Wrestling
  - MLW World Heavyweight Championship (1 vez)
  - MLW National Openweight Championship (1 vez)[20]
  - Battle Riot (2023)[21]
- ACTION Wrestling
  - ACTION Championship (1 vez)
- Paradigm Pro Wrestling
  - PPW Heavy Hitters Championship (1 vez)[22][23]
  - Fighting Spirit Heavyweight Grand Prix (2022)[24]
- Pro Wrestling Illustrated
  - Clasificado en el puesto n.º 414 en los PWI 500 de 2021[25]
  - Clasificado en el puesto n.º 86 en los PWI 500 de 2022[26]
  - Clasificado en el puesto n.º 34 en los PWI 500 de 2023[27]
  - Clasificado en el puesto n.º 25 en los PWI 500 de 2024[28][29]
- World Wrestling Alliance 4
  - WWA4 Internet Championship (1 vez)[30][31]
- Wrestling United
  - Wrestling United Championship (1 vez)[32]